# Мірко Пегар
Мірко Пегар (нар. 5 серпня 1980) — колишній хорватський тенісист.
Найвищу одиночну позицію світового рейтингу — 582 місце досяг 22 квітня 2002, парну — 122 місце — 3 квітня 2006 року.

## Фінали ATP Челленджер і ITF Ф'ючерс

### Одиночний розряд: 1 (0–1)
| ATP Челленджер (0–0) |
| ITF Ф'ючерс (0–1)    |

| Результат | В-П | Дата     | Турнір          | Рівень  | Покриття   | Суперник     | Рахунок  |
| --------- | --- | -------- | --------------- | ------- | ---------- | ------------ | -------- |
| Поразка   | 0–1 | Кві 2001 | Mushref, Кувейт | Ф'ючерс | Тверде (i) | Рогір Вассен | 1–6, 1–6 |

### Парний розряд: 38 (11–27)
| ATP Челленджер (2–11) |
| ITF Ф'ючерс (9–16)    |

| Результат | В-П  | Дата     | Турнір                                  | Рівень     | Покриття   | Партнер           | Суперники                               | Рахунок                  |
| --------- | ---- | -------- | --------------------------------------- | ---------- | ---------- | ----------------- | --------------------------------------- | ------------------------ |
| Поразка   | 0–1  | Сер 1998 | Вільнюс, Литва                          | Ф'ючерс    | Килим      | Крейґ Кемпбелл    | Віктор Брутанс Джеймс Шорталл           | 6–2, 3–6, 5–7            |
| Поразка   | 0–2  | Чер 1999 | Турин, Італія                           | Ф'ючерс    | Ґрунт      | Крейґ Кемпбелл    | Гільєрмо Кор'я Давід Налбандян          | 6–7, 3–6                 |
| Перемога  | 1–2  | Сер 1999 | Касабланка, Марокко                     | Ф'ючерс    | Ґрунт      | Андреас Вебер     | Тім Крічтон Тодд Перрі                  | 6–1, 4–6, 7–6            |
| Поразка   | 1–3  | Вер 1999 | Касабланка, Марокко                     | Ф'ючерс    | Ґрунт      | Андреас Вебер     | Мунір Аль Ааредж Каміль Патель          | 3–6, 5–7                 |
| Поразка   | 1–4  | Вер 2000 | Санто-Домінго, Домініканська Республіка | Ф'ючерс    | Ґрунт      | Джастін Лейн      | Луїс Фернандо Манріке Жан-Жульєн Роєр   | 4–6, 6–4, 5–7            |
| Поразка   | 1–5  | Лис 2000 | Клірвотер, США                          | Ф'ючерс    | Тверде     | Ловро Зовко       | Джастін Бовер Воган Сніман              | w/o                      |
| Перемога  | 2–5  | Кві 2001 | Мелен, Франція                          | Ф'ючерс    | Килим (i)  | Крістіан Кордас   | Олівер Фрілав Гергей Кішдєрдь           | 7–6(7–4), 5–7, 7–6(10–8) |
| Перемога  | 3–5  | Лип 2002 | Сент-Джозеф, США                        | Ф'ючерс    | Тверде     | Кріс Маґ'ярі      | Брендон Креймер Ненад Тороман           | 6–2, 7–5                 |
| Перемога  | 4–5  | Вер 2002 | Клермонт, США                           | Ф'ючерс    | Тверде     | Кріс Маґ'ярі      | КС Коркері Віллем-Петрус Меєр           | 7–6(7–4), 6–2            |
| Поразка   | 4–6  | Лис 2002 | Бриджтаун, Барбадос                     | Ф'ючерс    | Тверде     | Хав'єр Таборга    | Жан-Жульєн Роєр Раян Расселл            | 4–6, 6–4, 1–6            |
| Поразка   | 4–7  | Гру 2002 | Ораньєстад, Аруба                       | Ф'ючерс    | Тверде     | Кейт Фром         | Душан Кароль Ярослав Поспішил           | 5–7, 6–7(4–7)            |
| Поразка   | 4–8  | Гру 2002 | Монтего-Бей, Ямайка                     | Ф'ючерс    | Тверде     | Джон-Пол Фруттеро | Седрік Кауфманн Франсіско Родрігес      | 2–6, 6–1, 1–6            |
| Поразка   | 4–9  | Гру 2002 | Монтего-Бей, Ямайка                     | Ф'ючерс    | Тверде     | Джон-Пол Фруттеро | Равен Класен Майкл Коста                | 4–6, 4–6                 |
| Поразка   | 4–10 | Кві 2003 | Тайчжоу, КНР                            | Ф'ючерс    | Тверде     | Алекс Вітт        | Цзен Шаосюань Чжу Беньцян               | 6–4, 1–6, 3–6            |
| Поразка   | 4–11 | Кві 2003 | Тайчжоу, КНР                            | Ф'ючерс    | Тверде     | Алекс Вітт        | Цзен Шаосюань Чжу Беньцян               | 2–6, 3–6                 |
| Перемога  | 5–11 | Тра 2003 | Калі, Колумбія                          | Ф'ючерс    | Ґрунт      | Мікаель Кінтеро   | Алехандро Фалья Карлос Саламанка        | 6–3, 6–4                 |
| Поразка   | 5–12 | Чер 2003 | Панчево, Сербія і Чорногорія            | Ф'ючерс    | Ґрунт      | Лазар Магдинчев   | Федеріко Кардіналі Мануель Джоркуера    | 6–7(3–7), 6–7(3–7)       |
| Поразка   | 5–13 | Чер 2003 | Белград, Сербія і Чорногорія            | Ф'ючерс    | Ґрунт      | Александер Слович | Корнель Бардоцький Ярослав Поспішил     | 0–6, 4–6                 |
| Поразка   | 0–1  | Сер 2003 | Бухара, Узбекистан                      | Челленджер | Тверде     | Жан-Жульєн Роєр   | Олексій Кедрюк Вадим Куценко            | 4–6, 6–7(4–7)            |
| Перемога  | 6–13 | Вер 2003 | Коста-Меса, США                         | Ф'ючерс    | Тверде     | Ненад Тороман     | Тревіс Реттенмаєр Роберт Їм             | 7–6(8–6), 2–6, 6–3       |
| Поразка   | 6–14 | Кві 2004 | Сідзуока, Японія                        | Ф'ючерс    | Килим      | Марк Нілсен       | Метт Прентіс Лі Радовановіч             | 7–6(7–5), 3–6, 4–6       |
| Поразка   | 6–15 | Тра 2004 | Віро-Біч, США                           | Ф'ючерс    | Ґрунт      | Горан Драгичевич  | Скотт Ліпскі Девід Мартін               | 4–6, 4–6                 |
| Перемога  | 7–15 | Лип 2004 | Баффало, США                            | Ф'ючерс    | Ґрунт      | Горан Драгичевич  | Дейв Лінґман Філіп Столт                | 6–4, 7–6(7–4)            |
| Поразка   | 7–16 | Лип 2004 | Піттсбург, США                          | Ф'ючерс    | Ґрунт      | Горан Драгичевич  | Трес Дейвіс Раян Сачір                  | 3–6, 4–6                 |
| Перемога  | 8–16 | Сер 2004 | Годфрі, США                             | Ф'ючерс    | Тверде     | Горан Драгичевич  | Рафаел Дюрек Адам Фіні                  | 3–6, 6–3, 6–4            |
| Перемога  | 9–16 | Жов 2004 | Лагуна-Нігел, США                       | Ф'ючерс    | Тверде     | Джеремі Вуртцман  | Джастін Бовер Браян Вілсон              | 3–6, 6–4, 7–6(7–2)       |
| Поразка   | 0–2  | Кві 2005 | Таллахассі, США                         | Челленджер | Тверде     | Горан Драгичевич  | Роберт Ліндстедт Александер Пея         | 2–6, 5–7                 |
| Поразка   | 0–3  | Кві 2005 | Богота, Колумбія                        | Челленджер | Ґрунт      | Горан Драгичевич  | Маркуш Даніел Сантьяго Гонсалес         | 6–7(4–7), 3–6            |
| Перемога  | 1–3  | Чер 2005 | Куенка, Еквадор                         | Челленджер | Ґрунт      | Горан Драгичевич  | Марсело Мело Бруно Соарес               | 6–3, 7–6(7–5)            |
| Перемога  | 2–3  | Сер 2005 | Gramado, Бразилія                       | Челленджер | Тверде     | Горан Драгичевич  | Бріан Дабуль Бруно Ечагарай             | 6–3, 6–4                 |
| Поразка   | 2–4  | Жов 2005 | Сакраменто, США                         | Челленджер | Тверде     | Джон-Пол Фруттеро | Скотт Ліпскі Девід Мартін               | 4–6, 4–6                 |
| Поразка   | 2–5  | Лют 2006 | Флоріанополіс, Бразилія                 | Челленджер | Ґрунт      | Джанлука Назо     | Хуан Пабло Бжезіцькі Крістіан Вільяґран | 6–7(3–7), 2–6            |
| Поразка   | 2–6  | Лют 2006 | Даллас, США                             | Челленджер | Тверде (i) | Душан Вемич       | Ражів Рам Боббі Рейнольдс               | 3–6, 4–6                 |
| Поразка   | 2–7  | Тра 2006 | Forest Hills, США                       | Челленджер | Ґрунт      | Ерік Буторак      | Кріс Дрейк Сесіл Маміїт                 | 4–6, 1–6                 |
| Поразка   | 2–8  | Вер 2006 | Лаббок, США                             | Челленджер | Тверде     | Горан Драгичевич  | Кріс Дрейк Скотт Ліпскі                 | 6–7(2–7), 3–6            |
| Поразка   | 2–9  | Лис 2006 | Нейплс, США                             | Челленджер | Ґрунт      | Горан Драгичевич  | Пабло Куевас Орасіо Себальйос           | 6–7(5–7), 3–6            |
| Поразка   | 2–10 | Лют 2007 | Джоплін, США                            | Челленджер | Тверде (i) | Горан Драгичевич  | Патрік Бріо Доналд Янг                  | 4–6, 4–6                 |
| Поразка   | 2–11 | Кві 2007 | Таллахассі, США                         | Челленджер | Тверде     | Джон-Пол Фруттеро | Ізак ван дер Мерве Веслі Вайтгаус       | 3–6, 4–6                 |